# Record of Ragnarok
Record of Ragnarok (終末のワルキューレ, Shūmatsu no Warukyūre; lit.  "Fim das Valquírias") é uma série de mangá japonesa escrita por Shinya Umemura e Takumi Fukui e ilustrada por Ajichika. Tudo começou na revista de mangá seinen Monthly Comic Zenon da Coamix (anteriormente também publicada pela Tokuma Shoten) em novembro de 2017. Foi licenciado no Brasil pela NewPOP Editora em setembro de 2021. O mangá foi adaptado como original net animation (ONA) pela Graphinica e estreou na Netflix em junho de 2021. A segunda temporada da Graphinica e Yumeta Company estreou em janeiro de 2023. Uma terceira temporada dos mesmos estúdios foi anunciada.

## Enredo
O Conselho dos Deuses, formado por deuses de diferentes mitologias e liderados por Zeus, o líder do panteão dos deuses gregos, se reúne uma vez a cada milênio para decidir o destino da humanidade, decidindo que os 7 milhões de anos de história irremediável da humanidade justificam sua extinção. Mas a valquíria Brunilda decide defender a humanidade e propõe dar aos humanos uma última chance de provar seu valor. Dessa forma, os deuses concordam em realizar o torneio de Ragnarok, onde a humanidade será poupada se vencer os deuses em sete das treze partidas. Os representantes da humanidade são os Einherjar, humanos notáveis ao longo da história. Cada um recebe a ajuda de uma Valquíria, cujos corpos se transformam em armas poderosas e sob medida para o estilo de combate de seu usuário, chamadas "Völundr". Nesse processo, as Valquírias correm o risco de perder suas vidas se o usuário humano for morto durante o combate.

## Personagens

### Valquírias
Brunilda (ブリュンヒルデ, Buryunhirude)
Dublado(a) por: Miyuki Sawashiro (japonês); Patt Souza (português)
A mais velha das valquírias e sua líder, ela convence os deuses a segurar o Ragnarok. Ela despreza os deuses e aproveita a situação para se vingar deles.
Göll (ゲル, Geru)
Dublado(a) por: Tomoyo Kurosawa (japonês); Isabella Guarnieri (português)
A irmã mais nova de Brunilda é uma valquíria aprendiz.
Randgriz (ランドグリーズ, Randogurīzu)
Dublado(a) por: Aya Kawakami (japonês); Michelle Giudice (português)
A quarta das 13 irmãs valquírias. Ela se torna uma alabarda para Lü Bu durante o Ragnarok na primeira rodada.
Reginleif (レギンレイヴ, Reginreivu)
Dublado(a) por: Rina Kawaguchi (japonês); Fernanda Bullara (português)
A sétima das 13 irmãs Valquírias. Ela executou um Völundr com Adão na segunda rodada, transformando-se em soqueiras
Hrist (フリスト, Furisuto)
Dublado(a) por: Yuu Kobayashi (japonês); Fernanda Bullara (português)
A segunda das 13 irmãs Valquírias. Ela executou um Völundr com Kojirō Sasaki na terceira rodada e se transformou no "Monohoshizao", um nōdachi. Devido à personalidade bipolar de Hrist, a espada é capaz de se transformar em duas lâminas mais curtas.

### Representantes humanos
Conhecidos como Einherjar, eles são treze humanos que Brunilda selecionou pessoalmente para participar do Ragnarok, mais tarde acompanhados por Buda.
Lü Bu (呂布奉先, Ryofu Hōsen)
Dublado por: Tomokazu Seki (japonês); Francisco Júnior (português)
Um general militar e senhor da guerra que viveu durante o final da dinastia Han Oriental da China Imperial e representante da humanidade para a primeira partida, morto por Thor. Sua arma é a Sky Piercer, uma alabarda concedida pela valquíria Randgriz, cuja habilidade especial permite a Lu Bu quebrar qualquer armadura.
Adão (アダム, Adamu)
Dublado por: Soma Saito (japonês); ítalo Luiz (português)
O progenitor de toda a humanidade que luta e perde para Zeus na segunda partida. Projetado à imagem de um deus, Adam pode replicar perfeitamente qualquer movimento e técnica que ele colocar seus olhos. Sua arma é uma soqueira, concedida pela valquíria Reginleif.
Kojirō Sasaki (佐々木 小次郎, Sasaki Kojirō)
Dublado por: Kazuhiro Yamaji (japonês); Renan Gonçalves (português)
Um famoso espadachim japonês que luta e vence a terceira partida contra Poseidon. Sua arma é o Monohoshizao, um nodachi de duas mãos concedido pela valquíria Hrist, cuja habilidade especial permitiu que ela se transformasse em duas armas depois que o Monohoshizao foi quebrado.
Jack, o Estripador (ジャック・ザ・リッパー, Jakku za Rippā)
Dublado por: Tomokazu Sugita
Um infame assassino em série britânico do final do século XIX que luta e vence na quarta partida. Ele usa um par de luvas concedidas pela valquíria Hlökk, cuja habilidade especial permite a Jack, o Estripador, transformar qualquer coisa que suas luvas tocam em uma arma divina.
Raiden Tameemon (雷電爲右エ門)
Dublado por: Subaru Kimura
O lutador de sumô japonês de maior audiência do século XIX que luta e perde na quinta partida. Ele usa um mawashi concedido pela valquíria Thrud, que lhe dá controle total sobre os músculos de seu corpo.
Buda (釈迦, Shaka)
Dublado por: Yuichi Nakamura
Um ex-humano que fundou o budismo, conhecido como "O Iluminado". Apesar de ter alcançado a divindade, Buda decide representar e vencer pela humanidade na sexta partida, para grande ira dos outros deuses. Ele inicialmente empunha o Cajado dos Seis Reinos, uma roda de oração enorme que pode assumir seis formas diferentes de acordo com seu estado emocional atual. Durante sua luta com Hajun, Buda é concedido pela alma de Zerofuku para usar o Great Nirvana Sword Zero.
Qin Shi Huang (秦始皇, Shikōtei)
Dublado por: Kaito Ishikawa (japonês); Vagner Fagundes (português)
Ying Zheng ou Qin Shi Huang, é o fundador da China unificada e Primeiro Imperador da Dinastia Qin. Seus feitos históricos lhe renderam diversos títulos ( "O Rei onde tudo começou", "O Rei dos Homens", "O Maior Rei") que refletem sua importância como um dos maiores líderes da história chinesa. 
Qin Shi Huang é o representante da humanidade na sétima luta do Ragnarok, enfrentando o Deus do Submundo: Hades.
Nikola Tesla (ニコラ・テスラ, Nikora Tesura)
Souji Okita (沖田 総司, Okita Soji)
Michel de Nostradamus (ミシェル・ノストラダムス, Misheru Nosutoradamusu)
Simo Häyhä (シモ・ヘイヘ, Shimo Heihe)
Leônidas I (レオニダス王, Reonidasu-ō)
Grigori Rasputin (グリゴリー・ラスプーチン, Gurigorī Rasupūchin)
Sakata Kintoki (坂田 金時, Sakata no Kintoki)

### Deuses
Thor (トール, Toru)
Dublado por: Hikaru Midorikawa (japonês); Alexandre Marconato (português)
O deus nórdico do trovão e representante dos deuses para a primeira partida, que vence, armado com o martelo Mjölnir.
Zeus (ゼウス, Zeusu)
Dublado por: Wataru Takagi (japonês); Leonardo José (português)
O supremo deus grego e presidente do Conselho dos Deuses que luta e vence a segunda partida, lutando com as mãos vazias.
Poseidon (ポセイドン)
Dublado por: Takahiro Sakurai; Olavo Cavalheiro (português)
O deus grego do mar e irmão mais velho de Zeus que luta e perde a terceira partida, armado com um tridente.
Hércules (ヘラクレス, Herakuresu)
Dublado por: Katsuyuki Konishi
Um ex-deus humano e grego de força e heroísmo que luta e perde a quarta partida ao lado dos deuses, armado com uma clava divina.
Shiva (シヴァ)
Dublado por: Tatsuhisa Suzuki (japonês); Felipe Grinnan (português)
O deus hindu de quatro braços da destruição e um dos três deuses que compõem o Trimurti que participa e vence a quinta partida, lutando com as mãos nuas.
Hermes (ヘルメス, Herumesu)
Dublado por: Junichi Suwabe (japonês); Felipe Zilse (português)
O arauto dos deuses gregos.
Afrodite (アフロディテ, Afurodite)
Dublado por: Rie Tanaka (japonês); Adriana Pissardini (português)
A deusa grega do amor. Ela é acompanhada por um grupo de golems de pedra que ela usa como trono para segurar seus seios enormes.
Ares (アレス, Aresu)
Dublado por: Hinata Tadakoro (japonês); Armando Tiraboschi (português)
O deus grego da coragem e da guerra .
Odin (オーディン, Ōdin)
Dublado por: Show Hayami (japonês); Mauro Castro (português)
O supremo deus nórdico, ele é o pai de Thor e irmão de sangue de Loki.
Loki (ロキ, Roki)
Dublado por: Yoshitsugu Matsuoka (japonês); Yuri Chesman (português)
O deus nórdico do engano e irmão de sangue de Odin.
Heimdall (ヘイムダル, Heimudaru)
Dublado por: Yukihiro Nozuyama  (japonês); César Marchetti (português)
Um deus nórdico que vigia os invasores e o início do Ragnarök. Ele supervisiona e comenta as lutas de Ragnarok.
Huginn e Muninn (フギン&ムニン, Fugin & Munin)
Dublado por: Taisuke Nakano (Huginn), Tomohiro Yamaguchi (Muninn) (japonês); Ivo Roberto (Huginn), Marcelo Salsicha (Muninn) (português)
Um par de corvos que voam por todo o mundo, Midgard, e trazem informações ao deus Odin.
Eles geralmente são vistos descansando nos ombros de Odin.
Zerofuku (零福)
Hajun (波旬)
Hades (ハデス, Hadesu)
Dublado por: Ryotaro Okiayu(japonês); Fábio Azevedo (português)
O deus que é proeminente no panteão grego, sendo o "Rei do Submundo", ele também é considerado como "O deus em quem outros deuses mais confiam".
Hades é o representante dos deuses na sétima rodada do Ragnarok, tendo como oponente: Qin Shi Huang (O Primeiro Imperador de Qin).
Anúbis (アヌビス, Anubisu)
Apolo (アポロン, Aporon)
Adamas (アダマス, Adamasu)

## Mídia

### Mangá
Record of Ragnarok é escrito por Shinya Umemura e Takumi Fukui e ilustrado por Ajichika. Começou no Coamix (anteriormente também publicado pela Tokuma Shoten ) Monthly Comic Zenon em 25 de novembro de 2017.  Seus capítulos foram coletados em volumes tankōbon individuais. O primeiro volume foi lançado em 19 de maio de 2018. Em 18 de julho de 2025, vinte e cinco volumes foram lançados. 
Em 17 de junho de 2021, a Viz Media anunciou que havia licenciado a série para lançamento em inglês na América do Norte. Ele será lançado em formato digital a partir do outono de 2021 e impresso a partir da primavera de 2022. 
Um mangá spin-off intitulado Shūmatsu no Valkyrie: Ryo Fu Hō Sen Hishōden (終末のワルキューレ異聞 呂布奉先飛将伝) foi serializado na Monthly Comic Zenon de 25 de outubro de 2019,  a 25 de novembro de 2022.  Seus capítulos foram reunidos em volumes tankōbon individuais. O primeiro volume foi lançado em 20 de abril de 2020.  Em 20 de dezembro de 2022, sete volumes foram lançados. 
Um mangá spin-off centrado no personagem Jack, o Estripador, intitulado Shūmatsu no Walküre Kitan - Jack the Ripper no Jikenbo, começou a ser serializado na Monthly Comic Zenon em 25 de outubro de 2022. Seus capítulos foram coletados em volumes tankōbon individuais. O primeiro volume foi lançado em 20 de março de 2023.